# Zalim İstanbul
Zalim İstanbul (in etwa: „schreckliches/ brutales Istanbul“) ist eine türkische Drama-Serie von Avşar Film, deren erste Staffel am 1. April 2019 veröffentlicht wurde. Die Serie endete mit der zweiten Staffel am 22. Juni 2020.

## Inhalt
Agah Karaçay ist ein erfolgreicher Geschäftsmann. Er lebt in einem großen Haus mit seiner Frau Şeniz, seinem verantwortungslosen Sohn Cenk, seiner sorglosen Tochter Damla und seinem behinderten Neffen Nedim. Als Agahs älterer Bruder vor Jahren stirbt, erbt er nicht nur ein großes Vermögen, sondern übernimmt auch die Verantwortung für die Erziehung seines 8-jährigen Neffen. Aufgrund eines Brands und eines Rechtsstreit mit ihren Haus zieht Seher, die mit ihren Kindern Cemre, Civan, Ceren und ihrer Schwiegermutter Neriman nach Istanbul ziehen.

## Besetzung
Sortiert nach der Reihenfolge des Einstiegs:
| Darsteller          | Rolle                | Folgen |
| ------------------- | -------------------- | ------ |
| Deniz Uğur          | Seher Yılmaz         | 1–39   |
| Mehmet Ozan Dolunay | Cenk Karaçay         | 1–39   |
| Simay Barlas        | Damla Karaçay        | 1–39   |
| Berker Güven        | Nedim Karaçay        | 1–39   |
| Sera Kutlubey       | Cemre Yılmaz Karaçay | 1–39   |
| İdris Nebi Taşkan   | Civan Yılmaz         | 1–39   |
| Ayşen Sezerel       | Neriman Yılmaz       | 1–39   |
| Gamze Demirbilek    | Nurten               | 1–39   |

Sortiert nach der Reihenfolge des Ausstiegs:
| Darsteller    | Rolle                | Folgen |
| ------------- | -------------------- | ------ |
| Sevcan Sini   | Oya                  | 27–36  |
| Fikret Kuşkan | Agah Karaçay         | 1–37   |
| Mine Tugay    | Şeniz Karaçay        | 1–38   |
| Bahar Şahin   | Ceren Yılmaz Karaçay | 1–38   |
| Sevinç Kumaş  | Başak                | 30–39  |

## Produktion und Veröffentlichung
Die Serie wurde von 1. April 2019 bis 22. Juni 2020 auf Kanal D ausgestrahlt. Der Produzent der Serie war Şükrü Avşar. Regie führten Cevdet Mercan, Gökçen Usta und Şenol Sönmez. Die Drehbücher schrieben Aysun Erdoğan, Seda Çakır Avunduk, Tunus Tașçı, Özlem Tasağal Yakıçı und Baykut Badem. In der Hauptrolle spielen Fikret Kuşkan, Deniz Uğur, Mine Tugay, Mehmet Ozan Dolunay, Sera Kutlubey, Berker Güven, Simay Barlas, İdris Nebi Taşkan und Bahar Şahin.